# Acamps
O Acamps, oficialmente conhecido como Acampamento de Jovens Shalom, é um evento anual promovido pela Comunidade Católica Shalom, uma Associação Internacional de Fiéis reconhecida pela Igreja Católica. Destinado principalmente a jovens a partir de 14 anos, o Acamps combina atividades recreativas com formação espiritual, incluindo missas e pregações, buscando evangelizar os participantes de forma dinâmica. O evento reflete o carisma da Shalom, centrado na evangelização e na experiência de fé juvenil, sendo parte integrante do Projeto Juventude para Jesus (PJJ).

## História

### Origem
O Acamps teve início em 23 de julho de 1990, em Fortaleza, Ceará, Brasil, como uma iniciativa do Projeto Juventude para Jesus (PJJ), criado pela Comunidade Católica Shalom. Idealizado por jovens liderados por Moysés Azevedo, fundador da comunidade, o evento surgiu para oferecer uma atividade de férias que integrasse valores cristãos, inspirado na Renovação Carismática Católica. A primeira edição reuniu centenas de participantes e consolidou-se como um marco na evangelização juvenil da Shalom.

### Expansão
A partir dos anos 2000, o Acamps expandiu-se para outras cidades brasileiras, como Teresina, Brasília e Recife, e, na década de 2010, alcançou escala internacional, com edições na Hungria (2018), Itália (2022) e Estados Unidos (2023). Durante a pandemia de COVID-19, a edição virtual "Acamps ON" de 2021 foi transmitida online, adaptando-se às restrições globais. O retorno presencial em 2022 reforçou sua presença global, com eventos como o Acamps Summer Festival na Europa, Acamps North nos Estados Unidos e Acamps South na região sul do Brasil.

## Estrutura e Funcionamento
O Acamps ocorre ao longo de três a cinco dias, geralmente em áreas naturais, promovendo o contato com a natureza. A programação inclui:
- Momentos Espirituais: Missas diárias, adoração eucarística e pregações por missionários da Shalom.[7]
- Atividades Recreativas: Jogos em equipe, esportes e apresentações artísticas.[7]
- Formação: Catequeses e oficinas sobre temas cristãos, como santidade e vida familiar.[7]

O público varia de 300 a 1.500 participantes por edição, dependendo do local. Algumas edições incluem ações sociais, como campanhas de doação de sangue no Ceará. Edições internacionais, como o Acamps Summer Festival, frequentemente envolvem acampamento, atividades multiculturais e adoração perpétua, com participantes incentivados a trazer ou alugar barracas. Algumas edições oferecem atividades específicas para crianças e famílias.

## Edições Notáveis
- 1990 (Fortaleza): Primeira edição, marco inicial do PJJ.[2]
- 2018 (Hungria): Estreia internacional do Acamps Summer Festival, no Lago Balaton.[10]
- 2021 (Acamps ON): Formato virtual durante a pandemia.[2]
- 2022 (Itália): Realizado em Molise, reuniu mais de 300 jovens de mais de 10 países.[1]
- 2024 (Fortaleza): Edição com mais de 1.300 participantes.[11]
- 2024 (Itália): Realizado de 31 de julho a 4 de agosto em Comacchio, Ferrara, com 360 participantes de 14 nacionalidades, incluindo adoração perpétua e oficinas sobre santidade e vida familiar.[7][12]
- 2024 (Curitiba): Realizado de 25 a 28 de janeiro no Hotel Campestre Leão de Judá, Palmeira, Paraná, marcando a primeira edição regional Acamps South, com Moysés Azevedo como pregador principal.[13]
- 2025 (Itália): Programado para 25 a 28 de julho no Florenz Open Air Resort, Comacchio, Ferrara, com participantes se preparando como “peregrinos da esperança” para o Jubileu da Juventude em Roma.[9][14]

## Impacto
O Acamps é reconhecido por seu papel na evangelização juvenil, promovendo conversões e vocações, conforme fontes eclesiásticas. Integrado ao carisma da Shalom, reflete a influência da Renovação Carismática Católica e é uma iniciativa significativa entre as "Novas Comunidades" no Brasil. Sua expansão internacional, incluindo o Acamps Summer Festival, Acamps North e Acamps South, destaca sua relevância no contexto católico global.